# La Quinta Estación
La Quinta Estación war eine spanische Pop-Band aus Madrid, bestehend aus Natalia Jiménez (Gesang), Ángel Reyero (Gitarre) und Pablo Domínguez (Gitarre). Letzterer verließ die Gruppe bereits im Jahr 2009.

## Geschichte

### 2000–2001: Die frühen Jahre
La Quinta Estación wurde im Jahre 2000 von Sven, Pablo, Miguelo, Carlos León, Mariluz Peñalver und María Arenas, welche ihre Lieder in einem Proberaum in Madrid einübten, gegründet. Später kamen Natalia Jiménez und Ángel Reyero dazu. Ende 2001 nahmen die endgültigen Bandmitglieder Natalia, Ángel, Pablo und Sven, auf ihrem ersten Demoband, vier Lieder auf.
Daraufhin bot ihnen Antonio Blanco, der Präsident von BMG Mexiko, an nach Mexiko zu reisen, um dort ihr erstes Album aufzunehmen. Die Band nahm das Angebot an und unterschrieb einen Plattenvertrag mit BMG.

### 2002–2003: Primera toma
2002 wurde ihr Debütalbum, Primera Toma, welches sie in ganz Südamerika bekannt machte, veröffentlicht. Die Single ¿Dónde irán?, wurde als Titelsong der Telenovela Clase 406 verwendet. Mit den Singles Perdición und No quiero perderte platzierte sich die Band monatelang auf die Top Ten des mexikanischen Radiocharts. Eine Neuversion des Liedes Si yo fuera mujer spielte als Titelsong des Films Dame tu cuerpo. Daraufhin wurde la Quinta Estación zur Aufnahme der Hommage-CD an Hombres G eingeladen, für welche sie eine Neuversion des Liedes Voy a pasármelo bien aufnahmen.
Trotz alledem erzielten sie mit Primera toma nur geringe Erfolge. Außerdem wurde Sven wegen, internen Streitigkeiten aus der Band verwiesen, sie bekamen aber eine zweite Chance von ihrer Plattenfirma und veröffentlichten 2004 ihr zweites Studioalbum Flores de alquiler.

### 2004–2005: Flores de alquiler

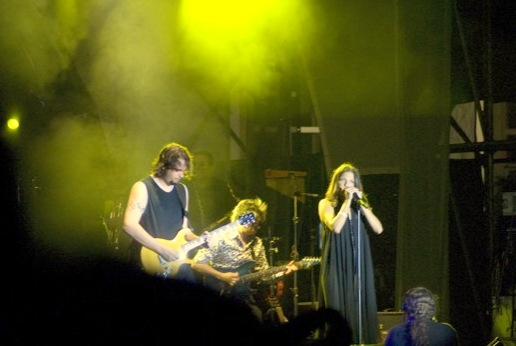
La Quinta Estación bei einem Konzert 2008

2004 veröffentlichte La Quinta Estación ihr zweites Album, auf welchem elf neue, von der Band geschriebene Lieder, zu hören sind. Flores de alquiler verkaufte über 500.000 Einheiten in Mexiko und den Vereinigten Staaten. Erfolg hatte die CD auch in Spanien, wo sie eine Goldene Schallplatte erhielten. Während der Aufnahme des Albums arbeitete die Band mit dem Gitarristen Alejandro Bernal zusammen, der die Gruppe jedoch vor der Aufnahme des dritten Albums wieder verließ.
Auf der CD Flores de Alquiler ist Natalias Stimme makellos und reifer zu hören und auch die positive Entwicklung der Musik im Allgemeinen ist bemerkbar. Zu der Aufnahme gehörten die Singles El sol no regresa, Algo más, Daría und Niña. Für ihr zweites Album erhielt die Band einige Auszeichnungen und Nominierungen. Bei der Verleihung der Latin MTV Awards gewann sie in der Kategorie Bester neuer Künstler in Mexiko und bei der Oye!-Preisverleihung wurde sie zur besten spanischen Band ernannt. Der nächste Schritt war für die Band, ihre Musik in ihrem Heimatland bekannt zu machen.
Das Lied El sol no regresa öffnete ihnen dazu die Türen und platzierte sich über vier Wochen lang in die Top 10 der spanischen Radiocharts. Danach nahm die Band am "Mediatic Festival" teil und im April wurden sie dazu eingeladen, das Konzert von Avril Lavigne im "Auditorio del Parque Ferial Juan Carlos I" zu eröffnen. Kurz darauf nahmen sie an der Tour „La Gira de la Zona 40“ teil, während welcher sie unter anderem in den Städten La Coruña, Oviedo, Santander, Bilbao, San Sebastián, Alicante, Cartagena, Granada und Málaga auftraten.
Mit ihrem Album Flores de Alquiler erzielten sie unzählige Erfolge: In Mexiko gewannen sie eine doppelte Platin-Schallplatte für ihre über 200.000 verkaufte Kopien und in den USA bekamen sie eine Platin-Schallplatte für über weitere 120.000 verkaufte Einheiten.
Mit Algo más gewannen sie in der Kategorie “Latin Pop Airplay des Jahres, neue Generation” bei den Billboard Music Awards; von der ASCAP (American Society of Composers, Authors and Publishers) wurden sie für dasselbe Lied mit dem Preis „Bestes Lied des Rock-Jahres“ ausgezeichnet und bei der Verleihung von „Orgullosamente Latino 2005“ gewannen sie in der Kategorie „Lateinamerikanische Band des Jahres“. Der Erfolg des Albums spiegelte sich in dem einmaligen, ausverkauften Konzert, im Theater Metropólitan in Mexiko-Stadt im April 2005 wider.
Ende desselben Jahres nahm die Band ihr erstes Instrumentalalbum auf, welches sie Acústico, la quinta estación nannten, und welches Erfolge wie Perdición, Daría, El sol no regresa, Algo más und Niña als akustische Liveaufnahmen enthielt. In Mexiko gewannen sie damit eine Platin-Schallplatte (100.000 Kopien).

### 2006–2008: El mundo se equivoca

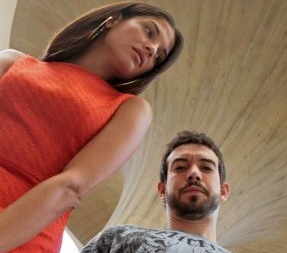
Bandmitglieder Natalia Jiménez und Ángel Reyero

2006 veröffentlichte die Band ihr drittes Album, El mundo se equivoca, und erzielten damit in Spanien den Durchbruch. Ihre Single Me muero katapultierte das Album auf den dritten Platz der spanischen Charts. Danach starteten sie im Sommer 2007 eine Tour durch Spanien mit über 45 Auftritten. Nach 14 weiteren Konzerten im Dezember desselben Jahres bekamen sie ihre erste Platin-Schallplatte. El mundo se equivoca wurde mit 100.000 verkauften Kopien zum fünftmeistverkauften Album des Jahres 2007.
Auch in Mexiko erhielten sie erneut eine Platin-Schallplatte und eine Goldene Schallplatte für ihre über 150.000 verkauften CDs. Landesweit positionierten sie sich auch Platz vier der Liste der Plattenverkäufe von AMPROFON. Auch in den USA erhielten sie für das Album eine Platin-Schallplatte.
Im November 2007 wurde das Album unter dem Namen El mundo seequivoca y algo más neu veröffentlicht und ihre Karriere wurde auf dem Kompilation-Album Caja de Éxitos zusammengefasst. Bis Ende des Jahres sammeln sie 6 Auszeichnungen ein, darunter einen Latin Grammy für das Beste Instrumentalalbum eines Pop-Duos oder Band ("El mundo se equivoca") den Premio Ondas 2007 als Beste lateinamerikanische Band, den Premio Amigo als Artista Revelación, und drei Auszeichnungen von dem Radiosender Los 40 Principales:Artista Revelación, Bestes Album (El mundo se equivoca) und Bester Song (Me muero) und wurde damit zur am meistausgezeichneten spanischen Band.

### 2009–2010: Sin frenos
Nach ihrer Tour begann die Band an ihrem neuen Studioalbum zu arbeiten. Ende 2008 wurde bestätigt, dass Pablo nach siebenjähriger Zusammenarbeit die Band verlassen würde. Anschließend gab das Duo bekannt, dass das neue Album unter dem Namen Sin frenos im März 2009 erscheinen würde. Die erste Single, Que te quería, debütierte am 5. Januar im Radio und schaffte es auf Platz eins sowohl der mexikanischen wie auch der spanischen Charts.

### 2011: Ruhezeit
Anfang 2010 wurde öffentlich über eine Auflösung der Band spekuliert, da die Sängerin einige Aussagen missverstanden hatte. Die Künstler widerlegten die Gerüchte später, indem sie die zwischenzeitliche Arbeit an separaten Projekten bestätigten, aber dies kein Ende der Zusammenarbeit bedeutete.
Natalia veröffentlichte am 28. Juni 2011 ihr erstes Soloalbum, während Ángel die Zusammenarbeit mit einer anderen Band begann. Das Duo kündigte an, dass ihr Plattenvertrag mit Sony Music noch mindestens ein Album verlangte und sie nach einer Pause zurückkehren würden.

## Diskografie

### Studioalben
| Jahr | Titel Musiklabel                | Höchstplatzierung, Gesamtwochen, AuszeichnungChartplatzierungen (Jahr, Titel, Musiklabel, Platzierungen, Wochen, Auszeichnungen, Anmerkungen) | Höchstplatzierung, Gesamtwochen, AuszeichnungChartplatzierungen (Jahr, Titel, Musiklabel, Platzierungen, Wochen, Auszeichnungen, Anmerkungen) | Höchstplatzierung, Gesamtwochen, AuszeichnungChartplatzierungen (Jahr, Titel, Musiklabel, Platzierungen, Wochen, Auszeichnungen, Anmerkungen) | Höchstplatzierung, Gesamtwochen, AuszeichnungChartplatzierungen (Jahr, Titel, Musiklabel, Platzierungen, Wochen, Auszeichnungen, Anmerkungen) | Anmerkungen                                                       |
| Jahr | Titel Musiklabel                | US | Latin | ES | MX | Anmerkungen                                                       |
| ---- | ------------------------------- | --- | --- | --- | --- | ----------------------------------------------------------------- |
| 2001 | Primera Toma Sony Music         | — | — | — | — | Erstveröffentlichung: 3. Dezember 2001                            |
| 2004 | Flores de alquiler Sony Music   | — | Latin7 ×2Doppelplatin · (43 Wo.)Latin | ES58 Gold · (4 Wo.)ES | MX— ×2DoppelplatinMX | Erstveröffentlichung: 22. Juni 2004 Charteinstieg in ES erst 2009 |
| 2006 | El mundo se equivoca Sony Music | — | Latin13 Platin · (43 Wo.)Latin | ES3 ×2Doppelplatin · (108 Wo.)ES | MX6 ×3Dreifachgold · (46 Wo.)MX | Erstveröffentlichung: 22. August 2006                             |
| 2009 | Sin Frenos Sony Music           | US120 (1 Wo.)US | Latin1 (51 Wo.)Latin | ES2 Gold · (42 Wo.)ES | MX3 Gold · (40 Wo.)MX | Erstveröffentlichung: 3. März 2009                                |

grau schraffiert: keine Chartdaten aus diesem Jahr verfügbar

### Livealben
| Jahr | Titel Musiklabel                | Höchstplatzierung, Gesamtwochen, AuszeichnungChartplatzierungen (Jahr, Titel, Musiklabel, Platzierungen, Wochen, Auszeichnungen, Anmerkungen) | Höchstplatzierung, Gesamtwochen, AuszeichnungChartplatzierungen (Jahr, Titel, Musiklabel, Platzierungen, Wochen, Auszeichnungen, Anmerkungen) | Höchstplatzierung, Gesamtwochen, AuszeichnungChartplatzierungen (Jahr, Titel, Musiklabel, Platzierungen, Wochen, Auszeichnungen, Anmerkungen) | Höchstplatzierung, Gesamtwochen, AuszeichnungChartplatzierungen (Jahr, Titel, Musiklabel, Platzierungen, Wochen, Auszeichnungen, Anmerkungen) | Anmerkungen                            |
| Jahr | Titel Musiklabel                | US | Latin | ES | MX | Anmerkungen                            |
| ---- | ------------------------------- | --- | --- | --- | --- | -------------------------------------- |
| 2005 | Acústico Sony Music             | — | Latin28 (14 Wo.)Latin | ES49 (5 Wo.)ES | MX— PlatinMX | Erstveröffentlichung: 1. November 2005 |
| 2008 | Directo desde Madrid Sony Music | — | — | — | MX40 (6 Wo.)MX | Erstveröffentlichung: 28. Oktober 2008 |

### Kompilationen
| Jahr | Titel Musiklabel          | Höchstplatzierung, Gesamtwochen, AuszeichnungChartplatzierungen (Jahr, Titel, Musiklabel, Platzierungen, Wochen, Auszeichnungen, Anmerkungen) | Höchstplatzierung, Gesamtwochen, AuszeichnungChartplatzierungen (Jahr, Titel, Musiklabel, Platzierungen, Wochen, Auszeichnungen, Anmerkungen) | Höchstplatzierung, Gesamtwochen, AuszeichnungChartplatzierungen (Jahr, Titel, Musiklabel, Platzierungen, Wochen, Auszeichnungen, Anmerkungen) | Höchstplatzierung, Gesamtwochen, AuszeichnungChartplatzierungen (Jahr, Titel, Musiklabel, Platzierungen, Wochen, Auszeichnungen, Anmerkungen) | Anmerkungen                             |
| Jahr | Titel Musiklabel          | US | Latin | ES | MX | Anmerkungen                             |
| ---- | ------------------------- | --- | --- | --- | --- | --------------------------------------- |
| 2005 | Caja de éxitos Sony Music | — | — | ES25 (10 Wo.)ES | — | Erstveröffentlichung: 22. November 2007 |

### Singles
| Jahr | Titel Album                           | Höchstplatzierung, Gesamtwochen, AuszeichnungChartplatzierungen (Jahr, Titel, Album, Platzierungen, Wochen, Auszeichnungen, Anmerkungen) | Höchstplatzierung, Gesamtwochen, AuszeichnungChartplatzierungen (Jahr, Titel, Album, Platzierungen, Wochen, Auszeichnungen, Anmerkungen) | Höchstplatzierung, Gesamtwochen, AuszeichnungChartplatzierungen (Jahr, Titel, Album, Platzierungen, Wochen, Auszeichnungen, Anmerkungen) | Anmerkungen      |
| Jahr | Titel Album                           | Latin | ES | MX | Anmerkungen      |
| ---- | ------------------------------------- | --- | --- | --- | ---------------- |
| 2005 | El Sol No Regresa Flores de alquiler  | Latin37 (13 Wo.)Latin | ES— PlatinES | — |                  |
| 2005 | Algo Mas Flores de alquiler           | Latin3 (29 Wo.)Latin | — | — |                  |
| 2005 | Daria Flores de alquiler              | Latin13 (20 Wo.)Latin | — | — |                  |
| 2006 | Perdicion Acústico                    | Latin24 (8 Wo.)Latin | — | — |                  |
| 2006 | Tu Peor Error El mundo se equivoca    | Latin18 (12 Wo.)Latin | — | MX— Gold (Mastertone)MX |                  |
| 2006 | Me Muero El mundo se equivoca         | Latin10 (20 Wo.)Latin | ES— PlatinES | MX— Platin (Mastertone)MX |                  |
| 2007 | Ahora Que Te Vas El mundo se equivoca | Latin26 (9 Wo.)Latin | — | — |                  |
| 2009 | Que Te Queria Sin Frenos              | Latin4 (24 Wo.)Latin | ES4 Platin · (27 Wo.)ES | — |                  |
| 2009 | Recuerdame Sin Frenos                 | Latin5 (20 Wo.)Latin | ES5 ×2Doppelplatin · (43 Wo.)ES | — | mit Marc Anthony |

grau schraffiert: keine Chartdaten aus diesem Jahr verfügbar

## Musikvideos
- 2002: ¿Dónde irán? – Regie: Scegami Brothers
- 2002: Perdición – Regie: Alexandra Dellevoet
- 2002: No quiero perderte – Regie: Alexandra Dellevoet
- 2004: El sol no regresa – Regie: Alejandro Lozano
- 2004: Algo más – Regie: Alejandro Lozano
- 2004: Daría – Regie: Alejandro Lozano